# Admitancia
En electricidad, la admitancia (Y) de un circuito es la facilidad que este ofrece al paso de la corriente. Fue Oliver Heaviside quien comenzó a emplear este término en diciembre de 1887.
De acuerdo con su definición, la admitancia {\displaystyle \ Y} es la inversa de la impedancia, {\displaystyle \ Z}:
{\displaystyle \ Y=\ Z^{-1}={\frac {1}{\ Z}}\,}
En el SI, la unidad de la admitancia es el Siemens, que antiguamente era llamada mho, proveniente de la unidad de resistencia, Ohm, escrita a la inversa. 

## Definición y representaciones
Al igual que la impedancia, la admitancia se puede considerar cuantitativamente como un valor complejo:
{\displaystyle \ Y={\frac {1}{Z\angle \phi }}={\frac {1}{Z}}\angle -\phi \,}
esto es, su módulo es el inverso del módulo de la impedancia y su argumento está cambiado de signo.
En estado permanente senoidal para un circuito paralelo, la forma binómica o rectangular, la admitancia vale:
{\displaystyle Y(j\omega )=\ G+{\frac {1}{j\omega L}}+j\omega C\,\!},{\displaystyle \quad } como{\displaystyle \quad } {\displaystyle B_{C}=\omega C}{\displaystyle \quad } y 
{\displaystyle \quad }{\displaystyle B_{L}=-{\frac {1}{\omega L}}}
{\displaystyle Y(j\omega )=G+jB_{C}+jB_{L}} , {\displaystyle \quad }la fórmula simplificada queda:
{\displaystyle Y=G+jB,}

Si{\displaystyle \quad } {\displaystyle jB_{C}=-jB_{L}}, el valor de resonancia se expresa por:

{\displaystyle \omega ={\frac {1}{\sqrt {LC}}}}
Por lo tanto, el valor de {\displaystyle \omega } en resonancia, es el mismo para un circuito paralelo {\displaystyle GCL}, que para un circuito serie {\displaystyle RCL}.
También se trata de resonancia cuando 
{\displaystyle Y(j\omega )=G}
A G se la denomina conductancia y a B susceptancia. Cabe señalar que algunos libros usan la expresión alternativa {\displaystyle \ Y=G-jB\,}.
Usando la forma binómica o rectangular de {\displaystyle \ Z}:
{\displaystyle \ Y={\frac {1}{R+jX}}}
Multiplicando numerador y denominador por "R - jX" y operando resulta:
{\displaystyle \ Y={\frac {R}{R^{2}+X^{2}}}-{\frac {jX}{R^{2}+X^{2}}}}
Expresión que permite definir las componentes real e imaginaria de la admitancia en función de los valores resistivo, R, y reactivo, X, de la impedancia:
{\displaystyle G={\frac {R}{R^{2}+X^{2}}}}
{\displaystyle B={\frac {-X}{R^{2}+X^{2}}}}

Si fueran conocidas las componentes G y B de la admitancia, y a partir de ellas se quieren determinar los valores de R y X de la impedancia, puede demostrarse que:
{\displaystyle R={\frac {G}{G^{2}+B^{2}}}}
{\displaystyle X={\frac {-B}{G^{2}+B^{2}}}}
En los análisis de circuitos en paralelo se suele utilizar la admitancia en lugar de la impedancia para simplificar los cálculos.

## Relación entre parámetros de admitancia Y y parámetros de dispersión S
Los parámetros de admitancia Y pueden obtenerse de los parámetros de dispersión S como muestran las siguientes expresiones. 
{\displaystyle Y_{11}={\frac {(1+S_{22})(1-S_{11})+S_{12}S_{21}}{(1+S_{22})(1+S_{11})-S_{12}S_{21}}}\times {\frac {1}{Z_{0}}}}
{\displaystyle Y_{12}={-2S_{12} \over (1+S_{22})(1+S_{11})-S_{12}S_{21}}\,\times {\frac {1}{Z_{0}}}}
{\displaystyle Y_{21}={-2S_{21} \over (1+S_{22})(1+S_{11})-S_{12}S_{21}}\,\times {\frac {1}{Z_{0}}}}
{\displaystyle Y_{22}={\frac {(1+S_{11})(1-S_{22})+S_{12}S_{21}}{(1+S_{22})(1+S_{11})-S_{12}S_{21}}}\times {\frac {1}{Z_{0}}}}
Donde
{\displaystyle \Delta _{S}=S_{11}S_{22}-S_{12}S_{21}\,}
Dichas expresiones normalmente utilizan números complejos para {\displaystyle S_{ij}} y para {\displaystyle Y_{ij}}. Nótese que el valor de {\displaystyle \Delta } puede ser 0 para valores de {\displaystyle S_{ij}}, por lo que la división por {\displaystyle \Delta } en los cálculos de {\displaystyle Y_{ij}} puede conllevar una división por 0.
En las expresiones, el producto por la impedancia característica {\displaystyle Z_{0}} es posible si dicha impedancia no es dependiente de la frecuencia.